# Freudo-marxismo
Il freudo-marxismo è un sistema di pensiero non strutturato volto a stabilire se sia possibile un accostamento, ed eventualmente una sintesi organica, tra l’impostazione psicoanalitica (in modo particolare quella di Sigmund Freud) e le tesi marxiane, cioè relative al pensiero di Karl Marx e Friedrich Engels, nonché marxiste (degli epigoni). 
Molti autori, comunque, si contrappongono a questa possibilità di sintesi e al più concepiscono delle blande giustapposizioni tra alcuni enunciati delle rispettive dottrine.

## Inizi
Gli inizi della teorizzazione freudo-marxista avvennero negli anni '20 in Germania e in Unione Sovietica. Il filosofo sovietico V. Yurinets e l'analista freudiano Siegfried Bernfeld hanno entrambi discusso dell'argomento. Il linguista sovietico Valentin Voloshinov, un membro del circolo Bakhtin, iniziò una critica marxista alla psicoanalisi in un articolo del 1925, che sviluppò in modo più sostanziale nel suo libro del 1927 Freudismo. [1] Nel 1929, Wilhelm Reich pubblicò l'articolo materialismo dialettico e psicoanalisi di  furono pubblicati in tedesco e russo nella rivista di teoria comunista bilingue Unter dem Banner des Marxismus. Alla fine di questa linea di pensiero può essere considerato l'articolo di Otto Fenichel del 1934, La psicoanalisi, come il nucleo di una futura psicologia dialettico-materialistica che apparve nella Zeitschrift di Wilhelm Reich per Politische Psychologie und Sexualökonomie (Giornale per la politologia e sessuoeconomia). Un membro del gruppo berlinese di psicoanalisti marxisti attorno a Wilhelm Reich era Erich Fromm, che in seguito portò idee freudo-marxiste nella scuola di Francoforte in esilio guidata da Max Horkheimer e Theodor W. Adorno.
Anche lo psicoterapeuta austriaco Alfred Adler, fondatore della psicodinamica si occupò di queste tematiche, ma non ne deve l'asse portante della sua opera.

## Wilhelm Reich
Wilhelm Reich (1897-1957) è considerato l’autore più importante del freudo-marxismo, non soltanto per i suoi contributi teorici a partire da Materialismo dialettico e psicoanalisi (1929), ma per la sua attività sociale e politica in Austria e Germania. 
Tale impegno comincia nel 1927, data di inizio dei suoi interessi politici, come si legge nella sua autobiografia L’uomo e lo stato (1936-’53) e si concretizza nel movimento detto Sexpol. 
Questo consisteva in una serie di ambulatori dislocati nei quartieri proletari delle città appena menzionate in cui si facevano sedute individuali e di gruppo a prezzi politici (cioè adeguati alla classe di appartenenza dei convenuti), visite mediche, colloqui informativi su problematiche sessuali e mediche, inoltre si organizzavano conferenze e dibattiti per costruire quella che in termini marxisti era la  coscienza di classe. Una volta liberata dalle problematiche nevrotiche -- a loro volta causate dalla repressione sessuale, strumento di oppressione sociale generale  la coscienza di classe doveva in maniera efficace essere in grado di mobilitare le masse per abbattere il capitalismo e plasmare una nuova società liberata dalla struttura nevrotica, tema peculiare della psicoanalisi e da quella sociale, ambito del marxismo.
Reich sosteneva che non vi poteva essere alcuna autentica salute mentale fisica se non si abbattevano le strutture sociali di classe, le quali regolavano, mediante la cosiddetta sovrastruttura ideologica – insieme complesso formato da struttura caratteriale, sessualità, religione, filosofia, arte, stato, leggi, ecc. Non soltanto la psicologia degli individui ma anche la loro personalità globale e quindi le loro scelte politiche.
In definitiva e detto sinteticamente la repressione sessuale aveva, per Reich, la funzione di rendere più facile l’assoggettamento degli individui, renderli quindi malleabili alle direttive del potere e incapaci di esercitare la critica. Gli strumenti psicoanalitici dovevano pertanto essere impiegati assieme a quelli marxisti (materialismo storico, impegno politico rivoluzionario, ecc.) per giungere alla rivoluzione sociale e instaurare il comunismo.
Negli anni trenta Reich aveva aderito ad alcuni partiti comunisti, a Vienna, a Berlino, a Copenaghen, sebbene pare che, almeno riguardo a quest’ultima città, egli non si sia mai associato formalmente al corrispondente partito comunista.
Questi partiti di massa permettevano a Reich di usare locali e strumenti di propaganda per portare avanti gran parte del suo lavoro. Comunque ben presto venne considerato una figura imbarazzante e qualcuno gli rimproverava di fare una battaglia piccolo borghese, giacché la lotta del proletariato doveva interessare soltanto questioni economiche. Si trattava di combattere contro il cosiddetto materialismo volgare anche detto marxismo volgare.
La vita privata era da gestire in separata sede, ciascuno nel proprio foro interiore, al più all’interno della propria famiglia.
Ma è proprio la famiglia che Reich considera la fucina della repressione, specie mediante il ruolo del capo famiglia, il padre, retaggio del patriarcato, di cui la società capitalistica è l’espressione più recente.
Molto importante è l’analisi di Reich sulla struttura caratteriale fascista, che da un lato ha componenti sadiche e dall’altro masochiste. Ma soprattutto è di grande interesse aver dichiarato che il fascismo non è (o non è soltanto) un movimento politico e una modalità di gestione del potere, ma anche una struttura caratteriale diffusa tra tutti i ceti della popolazione. Questa affermazione gli costò le inimicizie dei partiti comunisti, allora alle dipendenze di quello sovietico. Infine venne tacciato di fare una politica interclassista che, in quanto tale, era estranea al movimento rivoluzionario comunista.

## Erich Fromm
La tematica famigliare verrà in seguito analizzata dal punto di vista sociale e psicologico nell’ambito della cosiddetta Scuola di Francoforte che  produrrà Studi sull’autorità e la famiglia (1936) – un’opera collettanea in cui sono evidenti le ascendenze reichiane, seppure filtrate attraverso il pensiero di Erich Fromm autore del saggio Autorità e famiglia -- e le analisi critiche del filosofo Herbert Marcuse.
Fromm aveva conosciuto Reich a Berlino e aveva partecipato ai seminari che quest’ultimo teneva nel proprio appartamento in cui, appunto, si dibattevano le questioni sociali declinate anche con le categorie psicoanalitiche. Dapprima egli era favorevole alle tesi del collega, anche se mal sopportava la sua enfasi sulla sessualità e specialmente la sopravvalutazione della funzione liberatoria dell’orgasmo.
Lo psicoanalista e sociologo di Francoforte credeva che l’individuo umano avesse delle specificità e queste dovevano incidere, eventualmente in grande misura, pure sulla sua personalità e sulle prospettive sociali e politiche verso cui era orientato. Non era sufficiente liberare le pulsionalità inconsce e neppure affrancare la sessualità, fenomeni che dopo tutto erano pertinenti ad ogni altra specie vivente.  Bisognava influenzare positivamente gli aspetti umani e solo umani dell’uomo, tra cui la coscienza-autocoscienza, per conseguire effetti in grado di liberarlo dal giogo del potere autoritario, per sottrarlo alla propensione gregaria e sadica, favorendo le spinte di libertà.

## Herbert Marcuse
Marcuse contribuì allo studio summenzionato con un saggio riguardante il concetto di autorità, L’autorità e la famiglia, successivamente s’impegnò in una sintesi tra la dialettica hegeliana e il pensiero di Marx ed Engels. Agli inizi degli anni cinquanta scrisse Eros e civiltà (1955) ponendosi in qualche maniera tra i continuatori del freudo-marxismo. 
Infine nel ruolo di anziano professore americano scrisse L’uomo a una dimensione (1964), la sua opera più celebre e nonostante fosse piuttosto ostica alla lettura diventò ugualmente una sorta di bibbia della controcultura rivoluzionaria e libertaria. Parimenti Marcuse diventò uno degli intellettuali più seguiti dagli studenti contestatori non soltanto americani ma anche europei.
Dopo essere stato a lungo dibattuto negli anni della contestazione (1960-’70), nei decenni a seguire il freudo-marxismo cade nel dimenticatoio, nonostante i suoi strumenti concettuali  possano aiutare la comprensione del sistema capitalistico, specie nel suo versante ideologico e riguardante la struttura della personalità.